# Frontière entre l'Égypte et la Libye
Cet article traite de la frontière entre l'Égypte et la Libye.

## Tracé
La frontière terrestre débute au niveau du golfe de Sollum, sur la côte de la mer Méditerranée. Elle se dirige ensuite globalement en direction du sud suivant une série de segments et d'arcs de cercles, jusqu'à atteindre 29° 14′ N, 25° 00′ E. À partir de ce point, elle suit le 25e méridien est jusqu'au tripoint avec les frontières Égypte-Soudan et Libye-Soudan, par 22° 00′ N, 25° 00′ E.
Au total, la frontière mesure environ 1 115 km. Mis à part près de la côte méditerranéenne, la frontière traverse des zones désertiques.

## Historique
L'Égypte est conquise par l'Empire ottoman en 1517, la Libye en 1551. L'influence ottomane décline au cours du XVIIIe siècle ; le contrôle de l'Empire est rétabli sur la Libye en 1835 et sur l'Égypte en 1840, avec le traité de Londres. En 1864, lors de la réorganisation administrative de l'Empire, la Libye devient le vilayet de Tripolitaine. La frontière avec le khédivat d'Égypte suit globalement une ligne nord-ouest / sud-est.
L'Égypte est envahie par le Royaume-Uni en 1882. Dans les années qui suivent, les Britanniques concluent un accord avec l'Empire ottoman qui fixe au 25e méridien est la frontière occidentale entre l’Égypte et les provinces ottomanes.
En 1912, après la guerre italo-turque, la Libye est conquise par l'Italie. La frontière entre les deux entités est déterminée par deux traités entre l'Italie et le Royaume-Uni, en 1925 et 1926.
L'Égypte devient indépendante le 28 février 1922 et le royaume de Libye le 24 décembre 1951 ; le tracé de la frontière n'est pas modifié lors de ces indépendances.